# Église Saint-François de Mercatello sul Metauro
Pour les articles homonymes, voir Église San Francesco.
L’église Saint-François est un édifice catholique dédié à saint François d'Assise, situé à Mercatello sul Metauro. 
Sur la droite de l'église se trouve la Piazza San Francesco, l'ancien cloître du couvent, surplombé par la salle capitulaire, avec deux fenêtres gothiques à meneaux, et le musée San Francesco.

## Histoire
La construction de l'église San Francesco remonte au XIIIe siècle, comme en témoigne une bulle du pape Innocent IV qui, en 1251, accorda une indulgence spéciale à ceux qui avaient contribué à sa construction. ElLe conserve les formes simples de transition du roman au gothique, en partie adoucies par les ajouts du début du XVe siècle.

## Description

### Extérieur
Jusqu'en 1835, l'édifice se caractérise par le portique conçu par Francesco di Giorgio Martini. La simple façade à pignon est le résultat de travaux de restauration effectués au cours des cent dernières années. Le portail en ogive à arcs concentriques est inséré dans la façade en pierre, dont la lunette présente une fresque du XVe siècle une Vierge à l'Enfant avec les Saints François et Claire de l'école locale. En axe avec le portail se trouve la rosace en pierre à huit rayons. Les pentes du toit sont marquées par des corniches en grès.

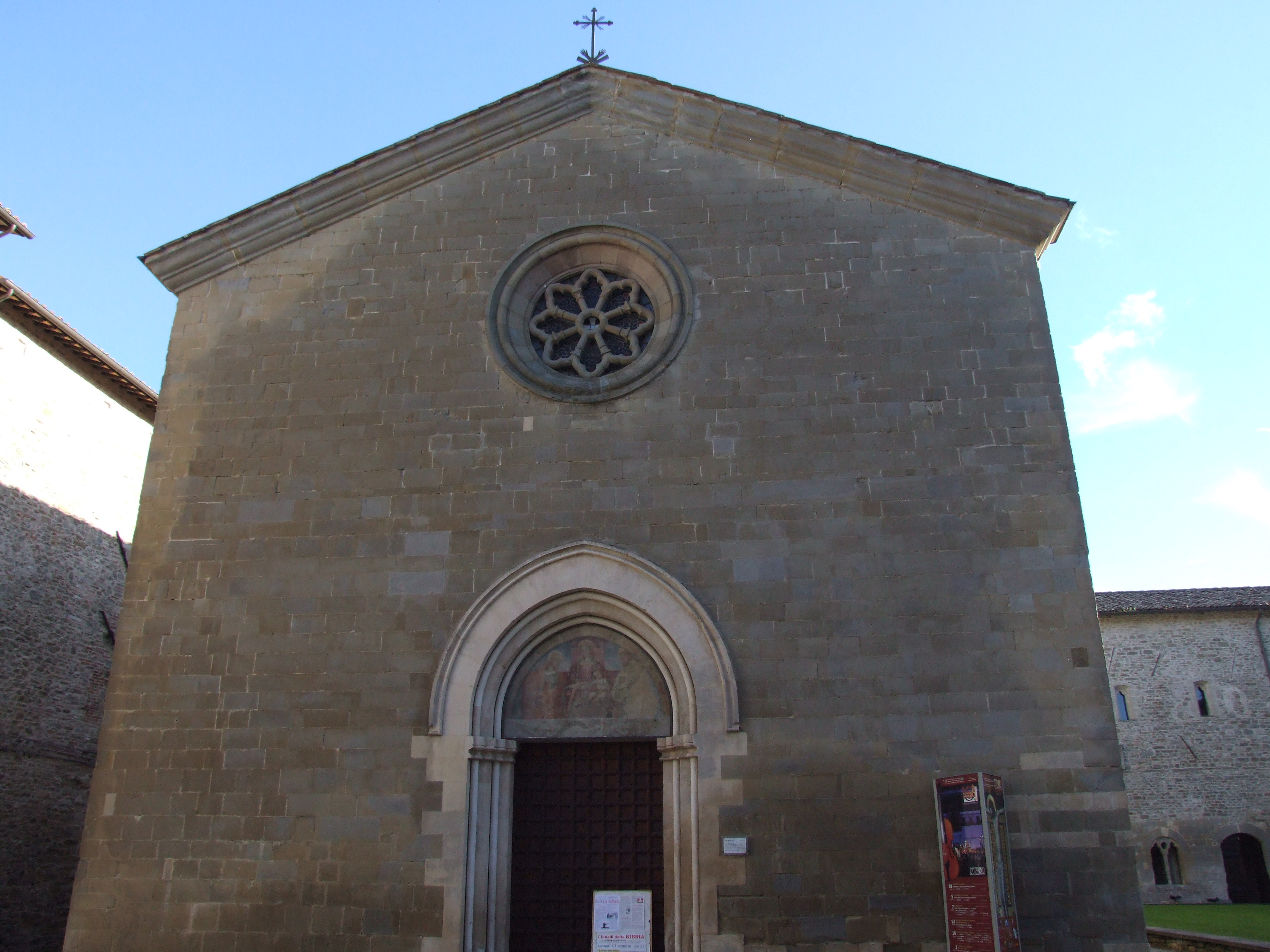
Façade de l'église.
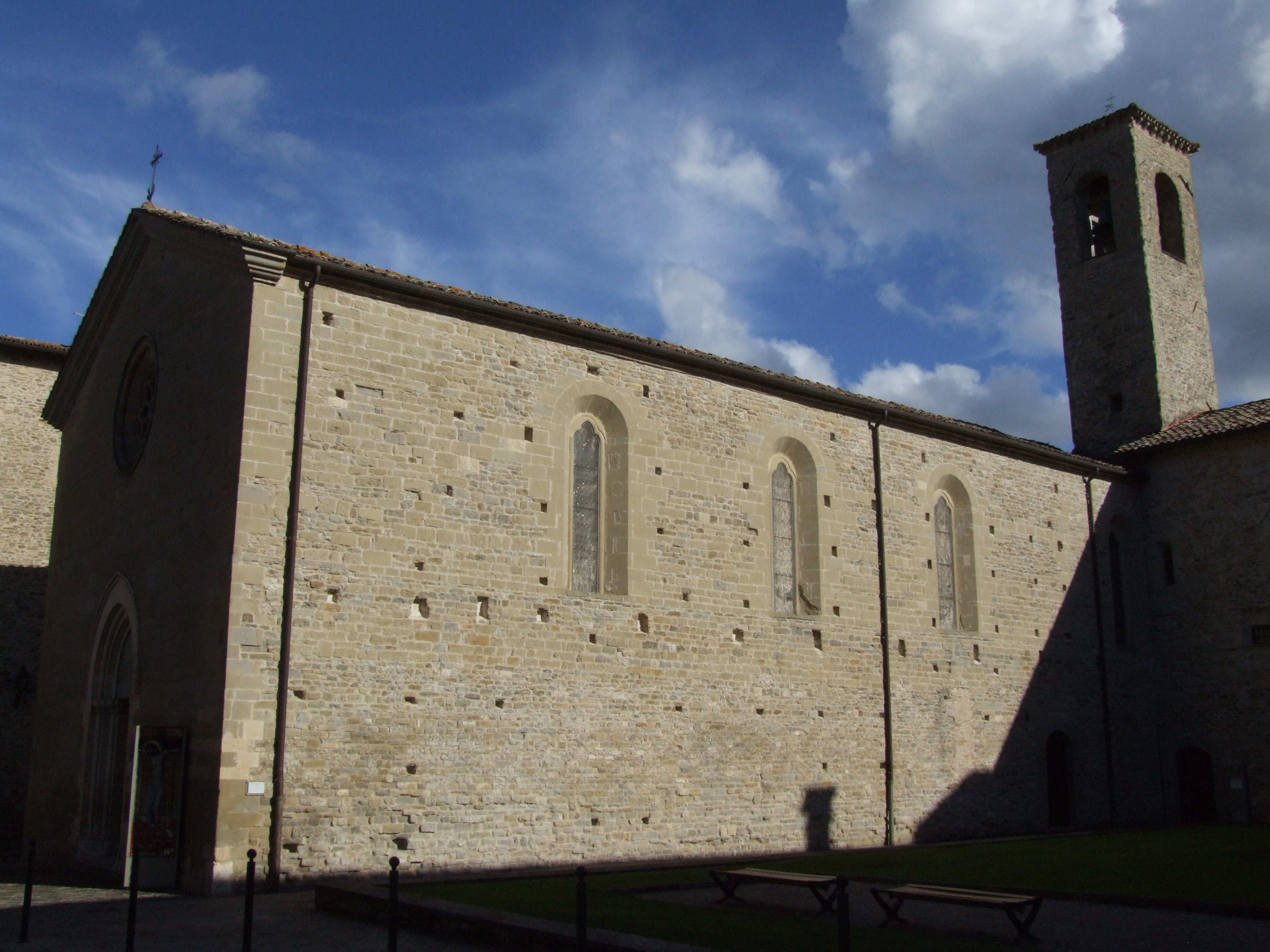
Vue latérale de l'église.
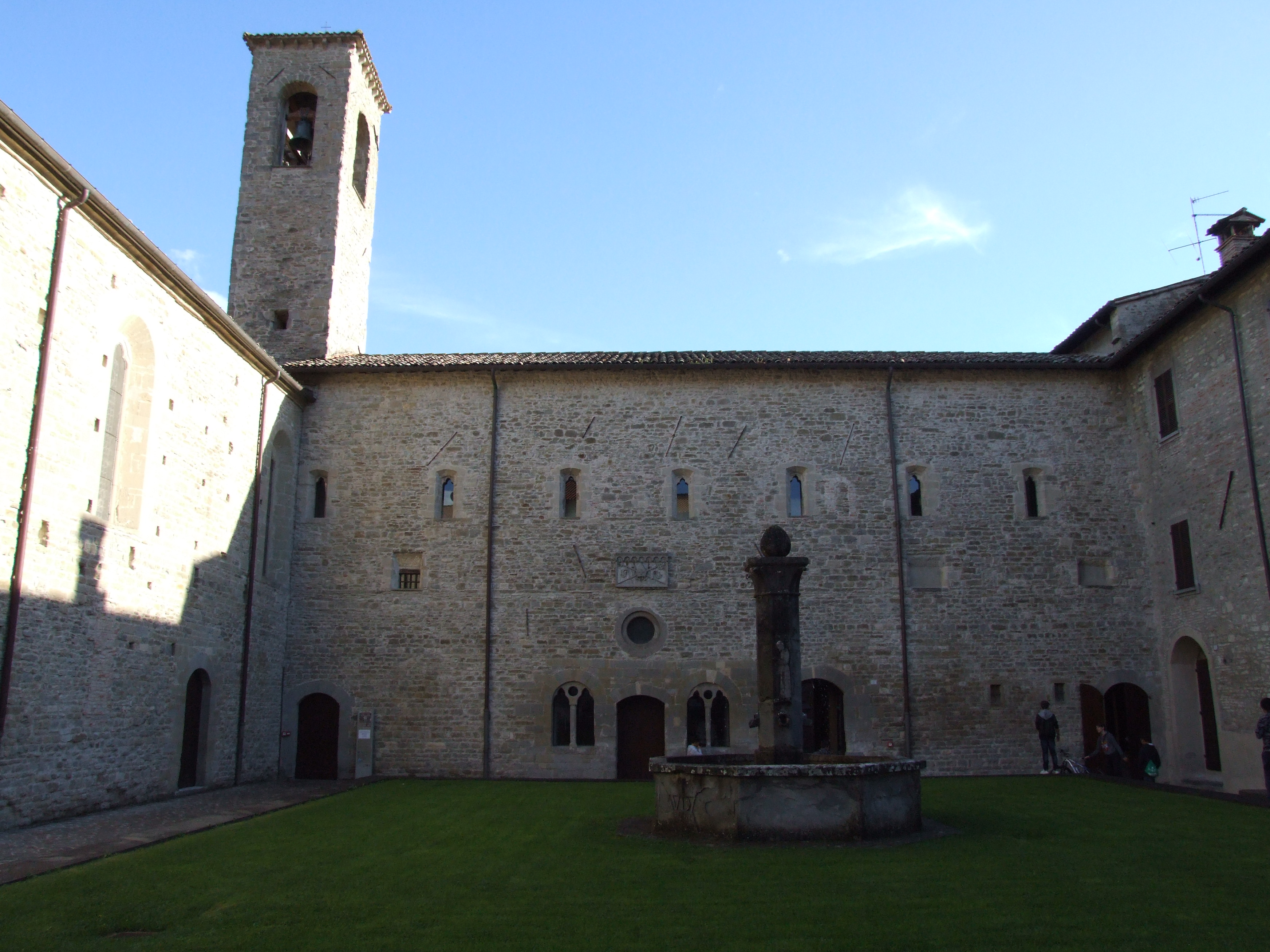
Ensemble de l'édifice.

### Intérieur
L'intérieur est constitué d'une nef à toit « a capriate » et d'une abside quadrilatérale, ornée d'un arc de style gothique tardif. Les fenêtres sont des vitraux de Francesco Mossmeyer (1912) dont le seul original est conservé dans le musée, dans lequel se trouve la plus ancienne représentation sur verre de saint François. 
Dans le mur d'entrée, à droite se trouvent deux fragments de grès sculptés : un arc de 1385, provenant de la mémoire funéraire du docteur Ombrelli (ou Brelli ?) qui se trouvait dans le cloître et, en dessous, le Rédempteur et un ange, d'art gothique de 1300, provenant du couvent de Santa Chiara. 
De l'autre côté du mur se trouve le monument sépulcral gothique de Bartolomeo Brancaleoni, seigneur de Mercatello (vers 1425) ; le sarcophage décoré de figures (Pietà) et surmonté d'un dais a été déplacé à cet endroit depuis l'abside. 
Sur le mur droit de la nef : à l'intérieur de la niche, la Vierge à l'Enfant, Sainte Catherine et Saint Ludovic et au-dessus du Père éternel parmi les anges et les séraphins, fresque de l'école ombrienne du XVe siècle. Puis, après des fragments de fresques réalisées entre le XIVe et le XVIe siècle , une autre fresque, toujours dans la niche, avec la Vierge à l'Enfant avec saint Antoine l'Abbé et saint Sébastien, une œuvre de l'école locale, plus tardive que la première.
Devant la porte latérale, se trouve une fresque détachée de l'église rurale de San Martino, Crucifixion d'un peintre anonyme du XVe siècle dit «  maître de Mercatello  ».

### Presbytère et abside
L'arc en travertin à l'entrée de l'abside a été ajouté vers 1425, ainsi que le tombeau des Brancaleoni ; sur les chapiteaux se trouvent les statues en marbre de Carrare de saint François et saint Bonaventure  et dans le tympan, les armoiries des Brancaleoni. 
De part et d'autre de l'arche se trouvent des vitraux représentant les deux saintes de la ville (sainte Véronique et sainte Marguerite) et à l'opposé, des fenêtres à meneaux en grès. Sur la poutre est accroché un grand Crucifix peint sur bois, par Giovanni da Rimini, signé et daté 1309. Au-dessus de l'autel se trouve  un polyptyque attribué à Giovanni Baronzio (vers 1345). Les fresques de la voûte, attribuées à Girolamo Genga, représentent les quatre évangélistes (XVe siècle. La porte de droite mène au musée. Sur le mur gauche se trouve un fragment des fresques représentant sainte Claire et d'autres fresques détachées de l'église Saint-Martin (chiesa di San Martino) (XVe siècle), attribuées au maître de Saint-Arduin et représentant la Vierge à l'Enfant avec les saints Martin, Florian et Antoine Abbé ; à l'intérieur de la niche, des fresques du XVIIe siècle avec des paysages et une cabane rustique (Baptême de Jésus, crèche).

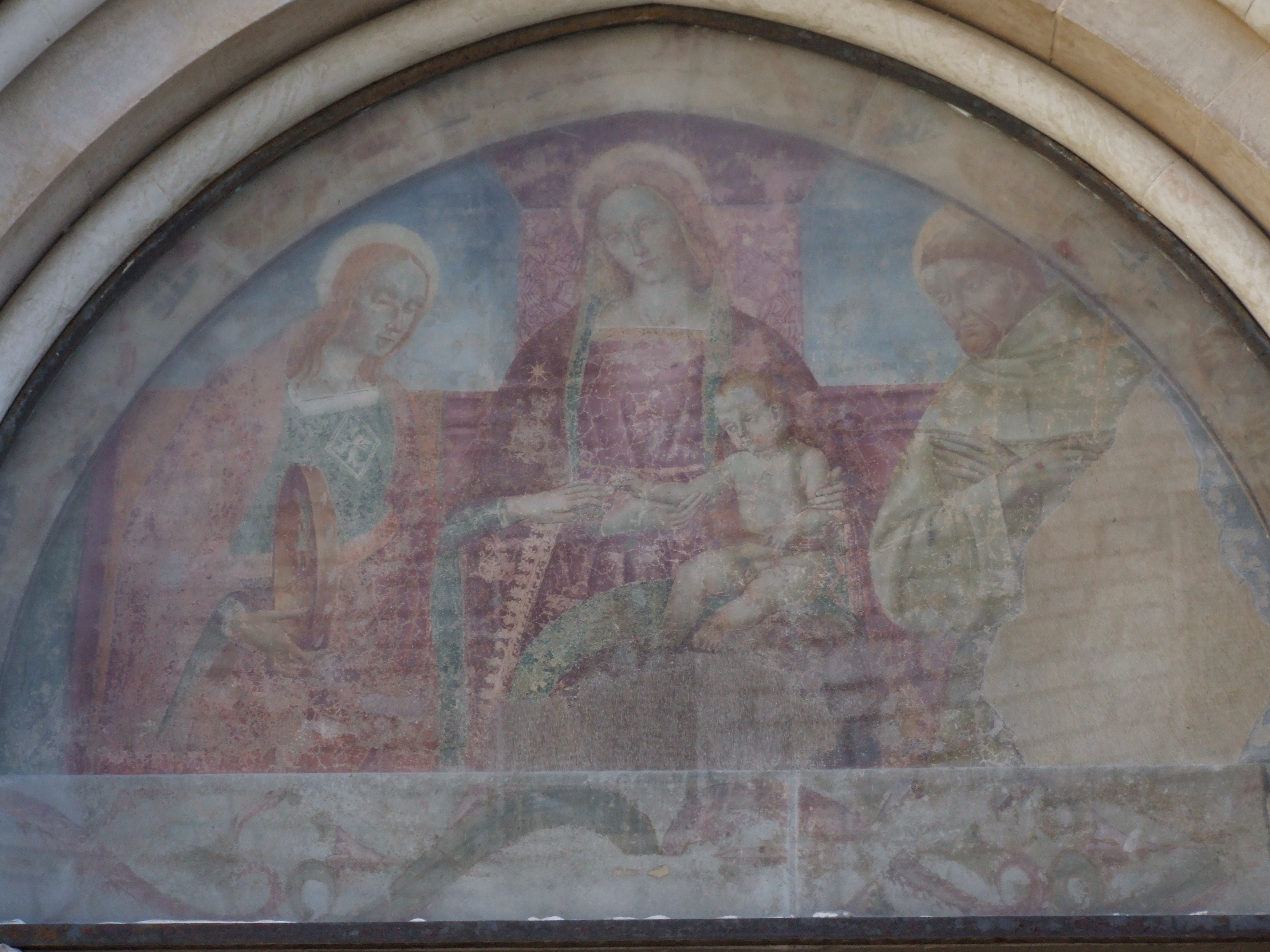
Lunette au-dessus du portail.
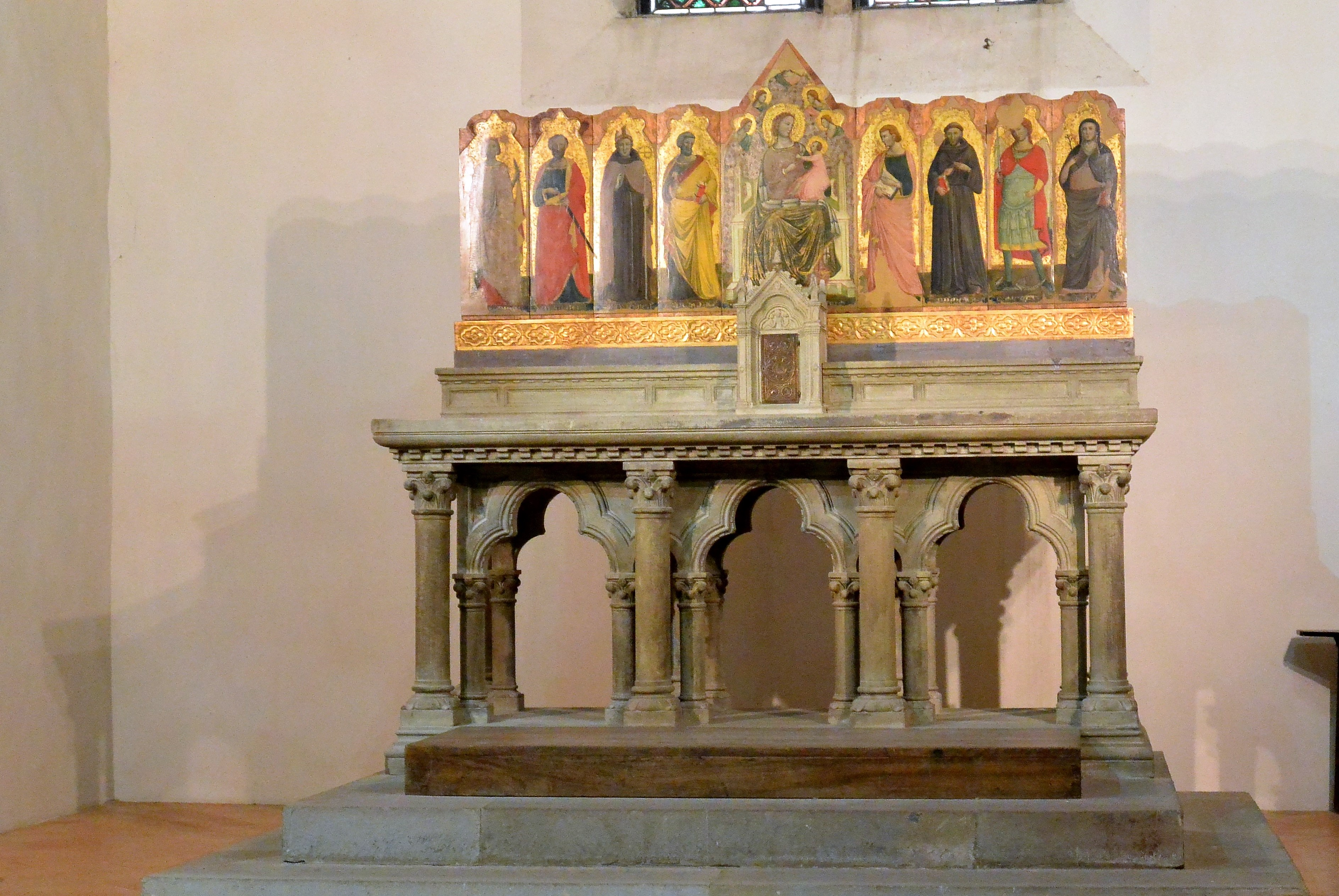
Polyptyque attribué à Giovanni Baronzio (vers 1345).
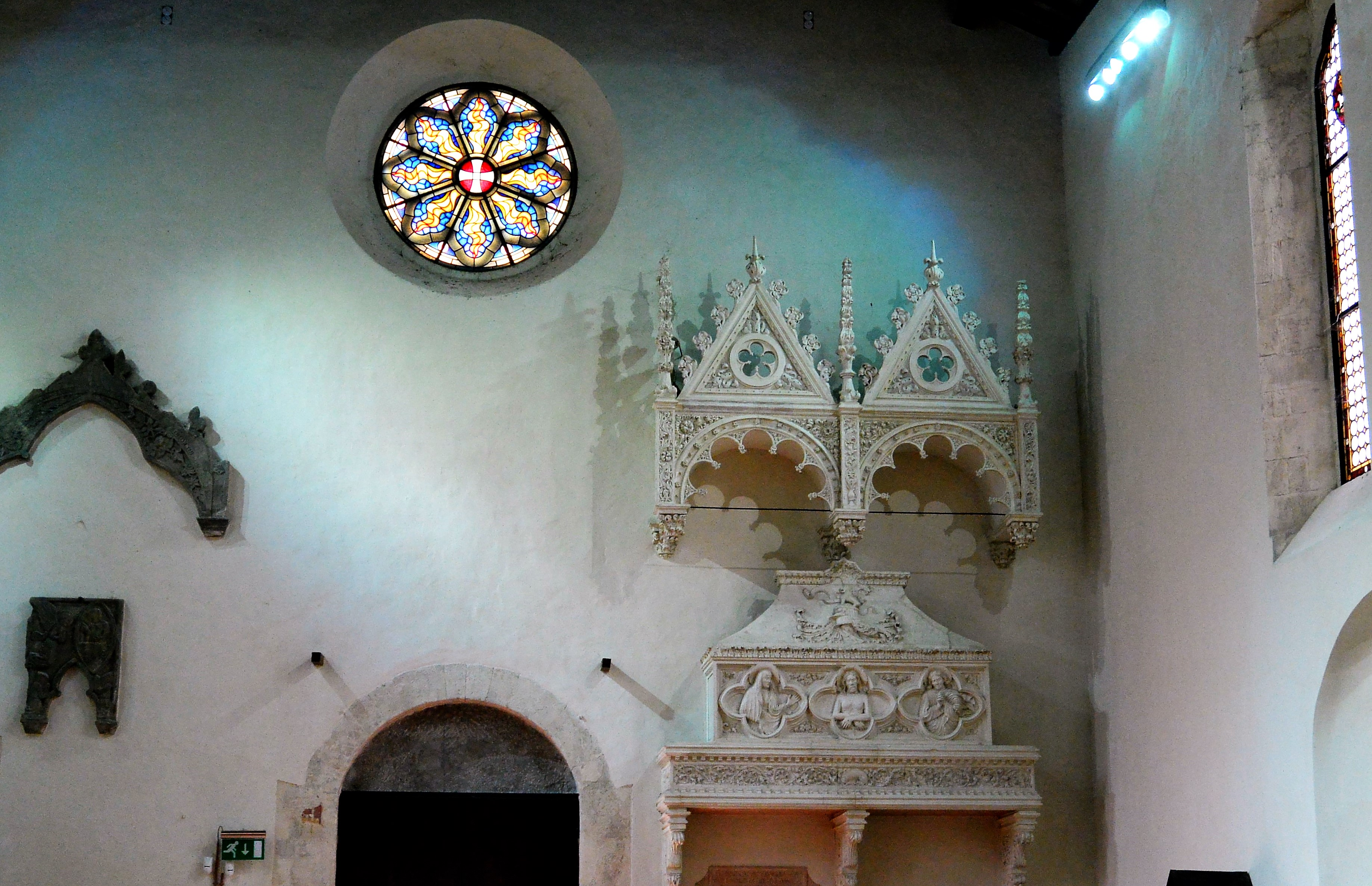
Rosace à huit rayons et tombeau des Brancaleoni.
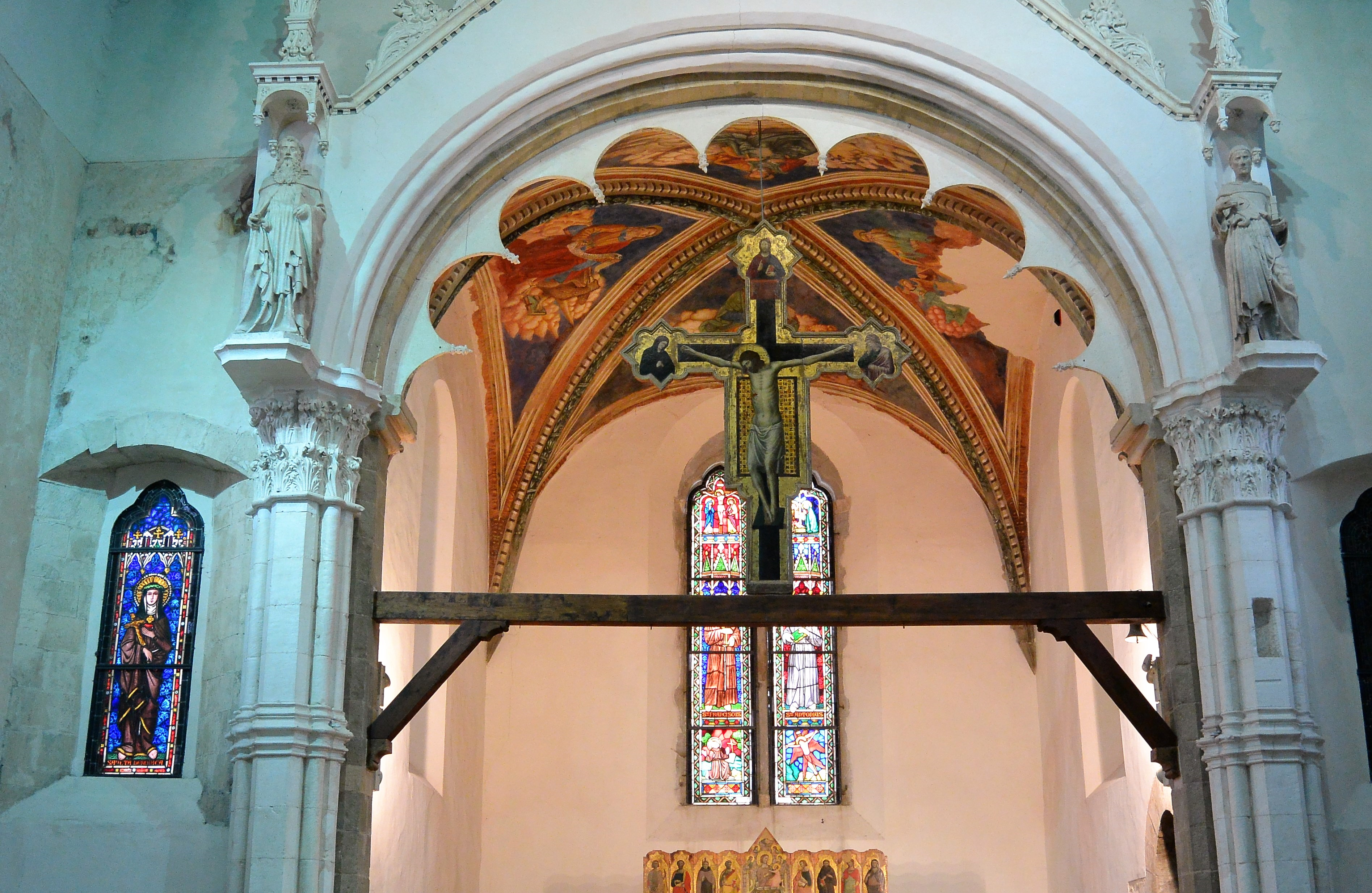
Crucifix peint sur bois, par Giovanni da Rimini

## Musée San Francesco

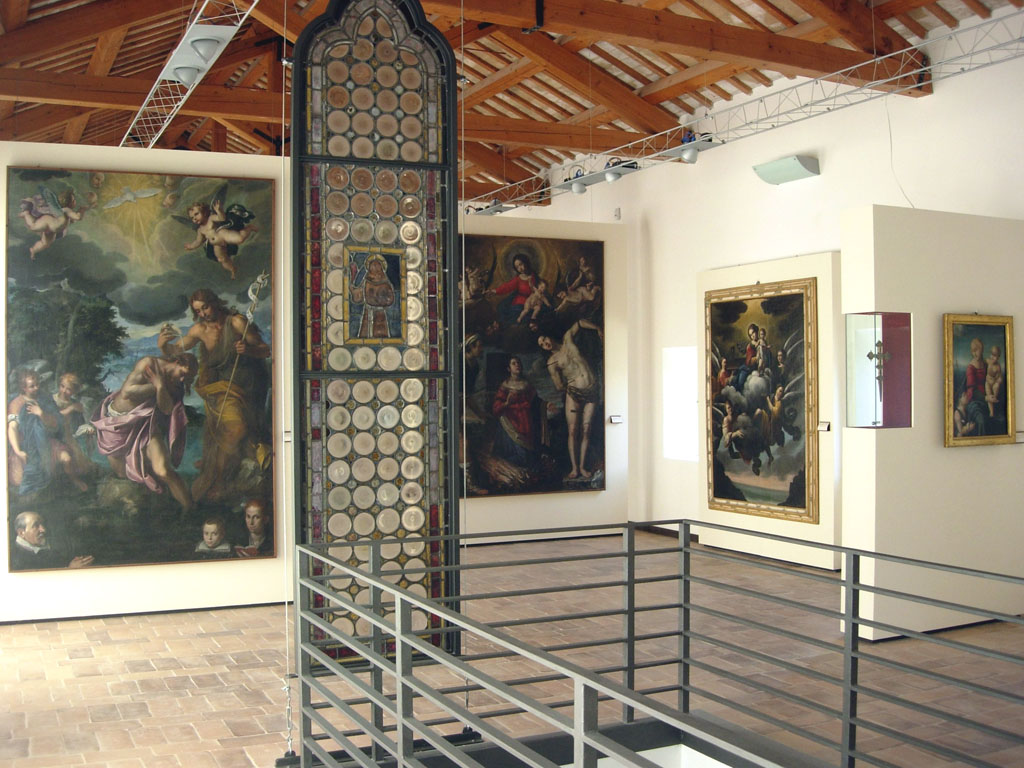
Musée San Francesco, Salle Vero Baldeschi.

Le Musée de San Francesco fondé en 1926 est installé dans la sacristie et à l'étage supérieur du bâtiment, à l'origine un dortoir pour frères mineurs,. 

### Peintures sur toile
- Circoncision (1586) et Martyre de sainte Catherine (1582-1584) de Giorgio Picchi ;
- Annonciation, Transit de la Vierge et Vierge de Lorette, peintures de l'école locale du XVIIe siècle ;
- Baptême de Jésus (1612), par Claudio Ridolfi ;
- Immaculée, un saint et des anges (vers 1630) et Vierge à l'Enfant et Saints (vers 1630), attribuée à Giovanni Francesco Guerrieri ;
- Martyre de Saint Barthélemy (vers 1615), par Giovanni Giacomo Pandolfi ;
- Couronnement de la Vierge et Saints (1574), par Giovanni Battista Clarici (en)[1].

### Peintures sur bois
- Vierge à l'Enfant et Saint Antoine Abbé (XIVe siècle), par Luca di Tommè ;
- Vierge trônant avec l'Enfant (XIIIe siècle), signée par Bonaventura di Michele[3] ;
- Vierge à l'Enfant et Saint Giovannino (XVIe siècle), copie de Girolamo Genga.

Elles sont flanquées d'œuvres d'imitation réalisées en 1918 par Gualtiero De Bacci Venuti d'Arezzo.

### Fresques détachées
- Crocifissione (1373), de l'église Santa Croce, de Giovanni Brelli ;
- Incoronazione della Vergine (XIVe siècle), de l'église San Francesco, école locale ;
- Sant'Agostino (XVIe siècle), de l'église San Michele, école locale ;
- Madonna col Bambino (XIVe siècle), école des Marches, et Madonna col Bambino (XVe siècle), toutes deux de la Pieve Collegiata, école ombrienne[1].

### Bois sculpté
- Saints Pierre et Paul, bois sculpté et doré, de l'école d'Antonio Bencivenni (XVe siècle) ;
- Tabernacle (XVIe siècle), bois sculpté, doré et peint, de l'école locale ;
- Sainte Croix, reliquaire, atelier toscan (15e siècle) ;
- Croci astili (Croix de bronze et de cuivre), (XIVe et XVIe siècles)[4].

### Autres
- Osculatorio con Pace (XVe siècle) en ivoire sculpté ;
- Deux médaillons en marbre (1474), d'art toscan, avec les figures de Frédéric duc d'Urbino, et d'Ottaviano Ubaldini della Carda, comte de Mercatello, tous deux attribués à Benedetto da Maiano ou Francesco di Giorgio Martini.
- Vitrail avec saint François (XIVe siècle), adapté en 1912 par Francesco Mossmeyer [1].